# Colla de Dolçainers i Tabaleters de la Safor UPG
La Colla de Dolçainers i Tabaleters de la Safor UPG (Universitat Popular de Gandia) és una agrupació de música tradicional valenciana de la Comarca de La Safor. És un conjunt format per músics intèrprets de dolçaina i tabal. La seua música està molt unida a les celebracions festives i populars com ara dels falles, cant d'albaes, dansaes, entrades de moros i cristians, passacarrers i processons de diferents  festes majors de pobles. També interpreten repertori tradicional en modalitat de concert.
La colla es forma en 1988 amb els alumnes dels cursos de dolçaina i tabal impartits pel mestre dolçainer de Beniarjó Frederic Santamaria a la Universitat Popular de Gandia. En juliol de 1997 un grup de professors i alumnes del curs es constitueixen com a Associació Cultural Colla de Dolçainers i Tabaleters de la Safor amb seu a Beniopa (La Safor). En 2014 impulsen la creació de l'Institut de Música Antiga i Tradicional de La Safor (INSMUATS) a Almoines. L'institut té com objectiu impartir classes de diferents instruments tradicionals valencians; de vent (dolçaina, sac de gemecs, tarota, sacabutx, acordió diatònic i altres), de corda (guitarró, bandúrria o llaüt) i cant d'estil valencià. Va ser la colla encarregada en octubre de 1998 de l'organització del primer Aplec de la Federació Valenciana de Dolçainers i Tabaleters a Gandia. També va organitzar de nou els 2018 el vintè aplec de la mateixa federació, també a Gandia.

## Discografia[calcitació]
- Contradansa (2000)
- 20 anys de dolçaina i tabal en directe (2008)
- Francesc, home i sant (Concert al Teatre Serrano de Gandia, 2010)
- Saforejant (2012)